# The Three Stooges

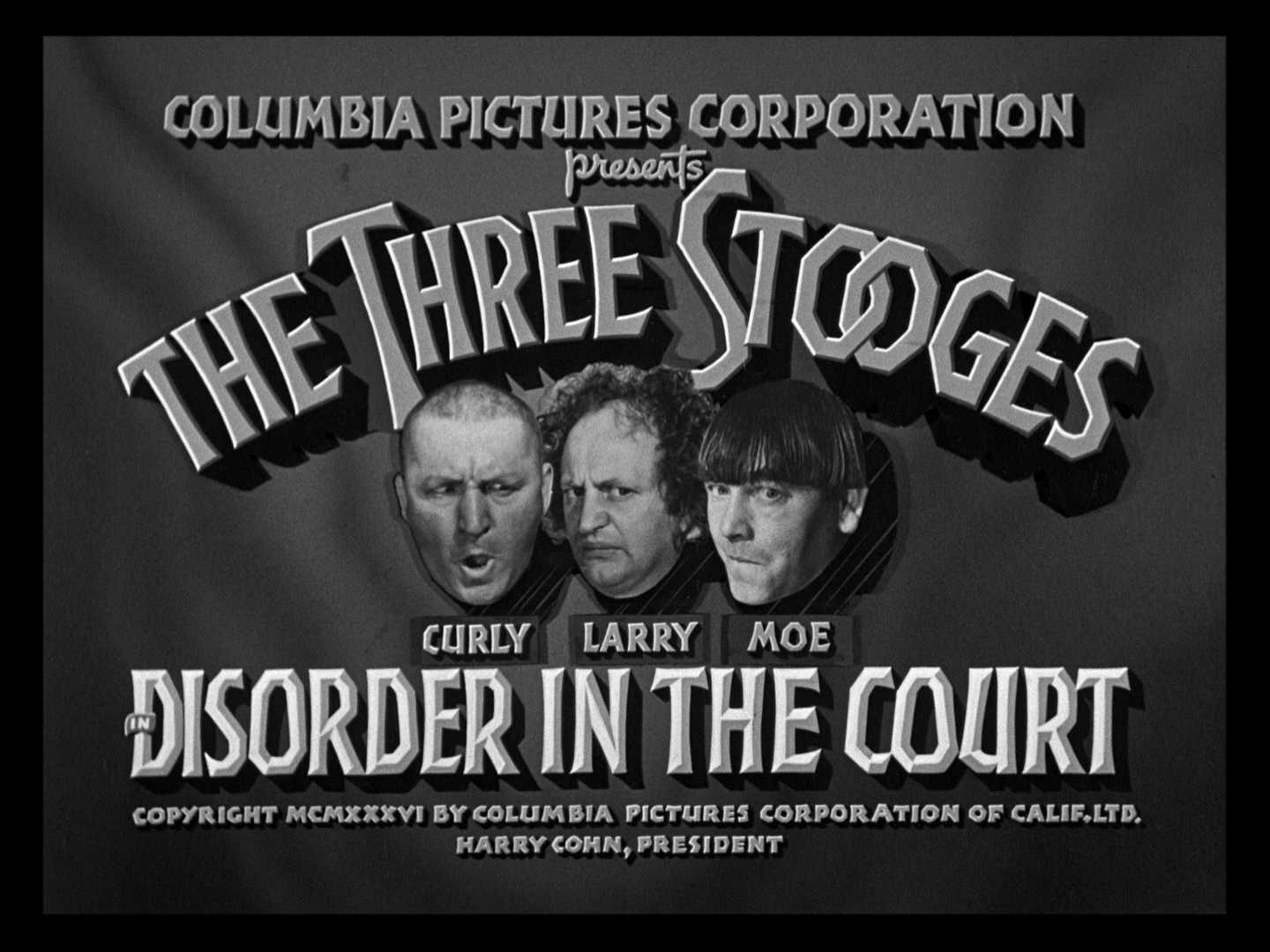
Do título do curta Papagaiadas (Disorder in the Court, 1936). Da esquerda para a direita: Curly Howard, Larry Fine e Moe Howard.

The Three Stooges (no Brasil, Os Três Patetas; em Portugal, Os Três Estarolas) foi um grupo cômico norte-americano do século XX, em atividade desde 1922 até 1970, mais conhecido por seus numerosos curtas-metragens. Sua comicidade era marcada pela extrema comédia pastelão e farsa física.
A primeira formação do grupo consistia em Moe Howard, Larry Fine e Shemp Howard, que apareceram no longa-metragem Soup to Nuts (1930), da Fox Film Corporation. Shemp retirou-se do grupo em 1932 para seguir carreira solo, e foi substituído por seu irmão mais novo Curly Howard. Esta formação do grupo apareceu em vários filmes da Metro-Goldwyn-Mayer, de 1933 a 1934.
Moe, Larry e Curly se mudaram para a Columbia Pictures em 1934, onde passaram a estrelar sua clássica série de curtas-metragens. Quando Curly retirou-se do grupo após sofrer um derrame cerebral, o cargo de "terceiro pateta" voltou a ser ocupado por Shemp, e posteriormente por Joe Besser. Ao todo, o grupo protagonizou 190 curtas-metragens para a Columbia entre 1934 e 1959.
Depois do cinema, os curtas foram exibidos na televisão, possibilitando o nascimento de uma nova geração de fãs. Com o ressurgimento da popularidade d'Os Três Patetas, Moe e Larry convidaram Joe DeRita (apelidado de "Curly-Joe") para juntar-se ao grupo. Moe, Larry e Curly-Joe estrelaram vários filmes de longa-metragem entre 1959 e 1970.

## Ted Healy e Seus Patetas (1922-1930, 1932-1934)

### O Primeiro Pateta
Os Três Patetas surgiram graças às ambições artísticas de dois jovens irmãos judeus nascidos no Brooklyn, Nova Iorque: Moses Harry Horwitz e Samuel Horwitz. Os dois foram estudantes de encanamento e eletricidade na Escola de Artes e Ofícios Baron de Hirsch, de Nova York.
Mas o verdadeiro amor dos Horwitz sempre foi o teatro. Em 1909, Moses conseguiu entrar para o mundo do cinema, sendo contratado como um garoto de recados para os atores da empresa produtora Vitagraph. Sua insistência para ser autorizado a atuar permitiu-lhe começar sua carreira de ator aparecendo em filmes comerciais, com grandes artistas da era do cinema mudo: John Bunny, Flora Finch, Earle William, Herbert Rawlinson e Walter Johnson.
No mesmo ano, Moses conheceu um jovem chamado Charles Ernest Lee Nash (mais tarde conhecido como Ted Healy). Este, também tinha interesse em ser um comediante, e, depois de fazer amizade com Horwitz, procuraram trabalho em conjunto. Três anos mais tarde eles foram contratados para participar do ato de dança aquática de Annette Kellerman como "dançarinos". Eles trabalharam nele durante todo o verão de 1912. No entanto, o ato terminou tragicamente quando um dos dançarinos morreu em um acidente.

### O Segundo Pateta
O irmão de Moses, Samuel, decidiu seguir seus passos e os dois juntos, tentaram entrar para o show business, pelo menos como amadores. Os dois irmãos começaram a atuar não-profissionalmente nos teatros de Vaudeville, tendo os pseudônimos que fariam deles famosos: Moses foi renomeado como Moe e Samuel passou a se chamar Shemp. Este último, ganhou seu apelido  de sua própria mãe, que possuía um forte sotaque europeu e o chamava de "Shemp" na tentativa de chamá-lo de "Sam".

### O Terceiro Pateta
Em 1922, quando Moe tinha 25 anos e Shemp tinha 27, eles se encontraram por acaso com Ted Healy, a quem não viam há anos. Healy já tinha conseguido o que os irmãos Horwitz tanto queriam: ser um comediante profissional. Naqueles dias, ele trabalhava em um teatro no Brooklyn estrelando em um Vaudeville. Como Ted tinha papéis vagos em seu número, ele propôs a Moe e Shemp para participarem de seu ato. Os dois aceitaram e imediatamente fizeram um grande sucesso. Nessa época, as apresentações no palco eram as mesmas que surgiriam nos anos posteriores em seus futuros curtas-metragens, com a diferença que Healy era o líder do grupo no lugar de Moe. A repercussão foi tão grande que Healy rebatizou o seu ato para Ted Healy and his Southern Gentlemen (Ted Healy e seus Cavaleiros do Sul). Mais tarde, o nome do grupo foi novamente mudado para Ted Healy and his Stooges (Ted Healy e Seus Patetas), quando Shemp e Moe começaram a tornar-se proeminentes. Outros nomes pelos quais eram conhecidos naquele tempo eram Ted Healy and the Racketeers e Ted Healy and his Gang. Neste ponto, os dois atores também criaram seus sobrenomes artísticos substituindo Horwitz para Howard, e desde então, eles eram conhecidos como Shemp e Moe Howard. Ainda nessa época, também havia nascido o nome "Stooges", (algo como “capachos”, termo usado para designar o “escada” nas comédias) que seria traduzido como "Patetas" no Brasil e "Estarolas" em Portugal. Healy e seus Stooges trabalhariam juntos por mais de dez anos.
Em 1925, Moe juntamente com Healy e seu irmão Shemp, testemunharam a chegada de um novo membro: outro rapaz judeu conhecido como Louis Feinberg, que levaria o nome artístico de Larry Fine. Larry era um violinista e comediante que se apresentará nos teatros de Vaudeville naquele mesmo ano e após conhecer Healy, acabou aceitando o convite para se tornar o terceiro Pateta. Essa formação atuou em vários espetáculos como : Uma noite em Veneza (1929), Uma noite na Espanha (1927) e Noites Novaiorquinas (192?). Muitos fãs se esquecem de que Shemp Howard, foi o segundo Pateta original, antes de seu irmão mais novo Curly Howard, que assumiu seu papel e até mesmo anterior à chegada de Larry.

### Howard, Fine & Howard
Ted Healy e Seus Patetas continuaram atuando juntos até 1927, quando Larry tinha deixado o grupo para se casar, enquanto Moe resolveu se afastar para passar mais tempo com sua esposa e filha recém-nascida. O grupo apenas voltaria a se reunir novamente em 1929, quando estrearam a comédia A Night in Venice na Broadway.
Em 1930, eles estrelaram seu primeiro filme de Hollywood: Soup to Nuts lançado pela Fox Film Corporation. O filme não foi um sucesso com os críticos, mas a performance dos Patetas agradou e muito a Fox, que ofereceu ao trio um contrato, mas sem Ted Healy. Isso enfureceu Healy, que disse aos executivos do estúdio que os Stooges eram seus funcionários e a oferta foi retirada. Os Howard e Fine souberam dessa oferta posteriormente e assim, abandonaram Healy e formaram seu próprio grupo conhecido como Howard, Fine & Howard, que rapidamente alcançou sucesso com uma grande turnê no teatro.
Healy tentou impedir a nova atuação dos Patetas com uma ação judicial, alegando que eles estavam usando seu material protegido por direitos autorais. Há relatos de que Healy até mesmo ameaçou bombardear os teatros onde Howard, Fine & Howard se apresentavam, o que preocupava Shemp, tanto que ele quase deixou o ato; continuando apenas por um aumento salarial. Healy tentou salvar seu número ao contratar novos atores para substituí-los, mas eles eram inexperientes e não fizeram o mesmo sucesso que seus predecessores. Em 1932, Healy finalmente chegou a um novo acordo com os seus antigos Patetas, com Moe agora atuando como gerente de negócios. Healy também havia recebido uma oferta mais lucrativa e fez uma clausula em seu contrato, que lhe permitia deixar o grupo, quando assim quisesse. Shemp, por sua vez, estava farto de Healy e decidiu largar o grupo, encontrando trabalho quase que imediatamente, atuando em filmes de comédias produzidos no Brooklyn, Nova York.

### A chegada de Curly
Com a saída de Shemp, Healy e os dois Patetas restantes, Moe e Larry, precisavam de um substituto. Moe sugeriu seu irmão mais novo, Jerome Lester Horwitz. Healy não aprovou Jerome, que tinha cabelos longos e um bigode, pois não o achava engraçado. Jerome saiu e voltou alguns minutos depois com a cabeça raspada. Healy gostou dele e assim nascia Curly (existem vários relatos a respeito de como o personagem Curly foi criado).
Em 1933, a Metro Goldwyn Mayer (MGM) assinou com Healy e seus Patetas um contrato de cinema. Eles estrelaram vários filmes e curtas-metragens, quer em conjunto, individualmente, ou com várias combinações de atores. O trio foi apresentado em uma série de curtas de comédia musical começando com Nertsery Rhymes. Ao todo, Healy, Moe, Larry e Curly estrelaram sete filmes de 1933 e três de 1934, além de mais um para a Universal em 1933. Um dos mais famosos filmes foi Dancing Lady, estrelado por Clark Gable e Joan Crawford. Em 1934, o contrato da equipe terminou com a MGM e os Patetas se separaram novamente de Healy. De acordo com a autobiografia de Moe, eles o abandonaram de uma vez por todas, por causa do alcoolismo de Healy. Sua versão final com Healy, foi no filme da MGM, Hollywood Party de 1934.
Healy foi um artista de grande sucesso e uma das maiores estrelas de sua época, sendo citado como uma influência formativa por Red Skelton, Milton Berle e Bob Hope. Como mentor dos jovens Patetas, ele praticamente inventou o estilo de brincadeiras brutais que fez deles lendas, e se, ao longo do caminho, ele os tirou de sua parcela justa dos lucros, seu papel fundamental em sua história merece ser reconhecido. Dito isto, não há dúvidas de que Healy foi um chefe terrível,  abusivo, alcoólatra e difícil de lidar.
Healy faleceu sob circunstâncias misteriosas em 1937.

## Os Três Patetas (1934-1970)

### Os anos de ouro: Moe, Larry e Curly
Em 1934, o trio (agora batizado de The Three Stooges), assinou com a Columbia Pictures por apenas algumas centenas de dólares por semana. Eles estrelaram 190 curtas-metragens nos anos 30, 40 e 50, tornando-se recordistas na categoria. A combinação de Moe Howard, Larry Fine e Curly Howard durou 12 anos, estrelou 97 curtas e na opinião da maioria dos fãs, foi a formação que produziu os melhores trabalhos do grupo, com roteiros mais fortes e situações mais hilariantes.
Na autobiografia de Moe, ele disse que cada um recebeu US $ 600 por semana em um contrato de um ano. Eles teriam recebido cerca de US $ 1.000 para o seu primeiro filme realizado na Columbia,  Woman Haters (1934) e em seguida, assinaram um contrato de longo prazo de US $ 7.500 por filme (que seria igual a $ 134.272 hoje em dia), que seria dividido entre o trio. Del Lord dirigiu mais de três dezenas de curtas dos Três Patetas. Jules White dirigiu dezenas de outras, e seu irmão Jack White dirigiu vários sob o pseudônimo "Preston Black".
Woman Haters (1934), o primeiro curta do grupo lançado pela Columbia, mostra os personagens com suas características ainda não totalmente definidas. Não era uma comédia no sentido clássico dos Três Patetas, mas sim uma farsa romântica. Na época, a Columbia estava produzindo uma série das "Musical Novelties" com diálogos sendo todos em versos e os Patetas foram recrutados para apoiar a comediante Marjorie White. Somente depois dessa comédia que os Patetas se estabeleceram como as estrelas principais de seus curtas.
O segundo filme, Punch Drunks (1934), já mostrava o trio atuando de forma clássica (embora agindo separados no início) sendo o único curta-metragem escrito inteiramente pelos próprios Três Patetas. Seu próximo curta, Men in Black (também de 1934), seria uma paródia do drama hospitalar contemporâneo Men in White e também foi o primeiro e único filme do grupo a ser nomeado para um Óscar, na categoria de "Melhor Curta-metragem de Comédia".
Em seu primeiro ano na Columbia, os Três Patetas tornaram-se muito populares. Percebendo isso, o presidente da Columbia Pictures, Harry Cohn, utilizou os Três Patetas como alavanca para o sucesso de seus filmes no cinema. Cohn também fez com que os Três Patetas não soubessem sobre a sua própria popularidade. Durante 23 anos na Columbia, os Patetas não foram completamente cientes de seu sucesso no cinema. Os seus contratos com o estúdio incluíam uma clausula que os obrigava a renová-los anualmente, e Cohn diria aos rapazes que seus filmes estavam em declínio, fazendo-os pensar que seus dias estavam contados e assim, eles atuavam cruelmente todos os anos, com Cohn renovando seu contrato na última hora. Este engano manteve os Três Patetas inseguros de seu verdadeiro valor, resultando em eles nunca pedirem um contrato melhor, sem uma opção anual. As táticas de Cohn funcionaram durante todos os anos em que os Patetas estiveram na Columbia. A equipe nunca pediu um aumento de salário - nem nunca lhes foi dado um.  Depois que terminou sua temporada de curtas em dezembro de 1957, Moe finalmente descobriu as táticas desleais de Cohn e percebeu quantos milhões poderia ter ganho com os curtas, juntamente com seus companheiros.
Com isso, os Três Patetas foram obrigados a liberar até oito curtas por ano dentro de um período de 40 semanas. Durante as 12 semanas restantes, eles estavam livres para procurar outro emprego, tempo que era gasto com suas famílias ou passeando pelo país para promover seu show ao vivo.

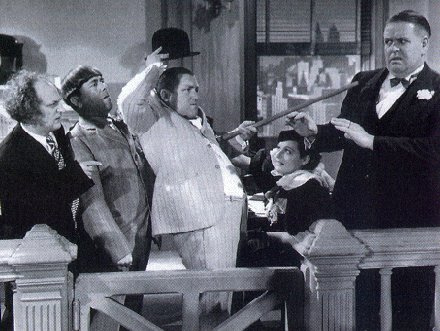
Larry Fine, Moe Howard e Curly Howard com Bud Jamison em Disorder in the Court (1936).

Os filmes dos Três Patetas produzidos entre 1935 e 1941 mostraram o grupo no auge do sucesso, de acordo com historiadores do cinema como Ted Okuda e Edward Watz, autores do Columbia Comedy Shorts. Quase todos os filmes produzidos se tornaram um clássico por direito próprio. Hoi Polloi (1935), uma adaptação de Pygmalion, mostrava um professor fazendo uma aposta em que ele poderia transformar o trio em cavalheiros refinados. A trama funcionou tão bem que seria reutilizada duas vezes, em Half-Wits Holiday (1947) e Pies and Guys (1958). Three Little Beers (1935) caracterizou o trio empregado em uma cervejaria, que, em seguida, cometeriam loucuras em um campo de golfe local para ganharem prêmios em dinheiro. Disorder in the Court (1936) apresenta os três como testemunhas estrelas em um julgamento por assassinato. Violent Is the Word for Curly (1938) foi um curta que caracterizou o interlúdio musical "Swinging the Alphabet". Em A Plumbing We Will Go (1940) - uma das maiores comédias do seriado - os Patetas são encanadores que quase destroem uma mansão socialite, fazendo a água sair por todos os aparelhos da casa. Outros grandes episódios também estão entre os considerados  melhores do seriado, incluindo Uncivil Warriors (1935), A Pain in the Pullman (1936), False Alarms (1936), Grips, Grunts and Groans (1937), The Sitter Downers (1937), Dizzy Doctors (1937), Tassels in the Air (1938), We Want Our Mummy (1939), Nutty but Nice (1940), An Ache in Every Stake (1941) e In the Sweet Pie and Pie (1941).
Com o início da Segunda Guerra Mundial, os Três Patetas lançaram alguns episódios que satirizaram o aumento dos poderes do Eixo: You Nazty Spy! (1940) e sua sequência I'll Never Heil Again (1941). Moe, Larry e o diretor Jules White consideram You Nazty Spy! (1940) como o melhor filme de suas carreiras. Neste curta-metragem de 18 minutos, Moe interpreta "Moe Hailstone", um personagem parecido com Adolf Hitler, satirizando os nazistas em uma época em que a América ainda mantinha sua política de neutralidade. Curly interpretou uma espécie de Hermann Göring, repleto de medalhas, e Larry fez o papel de um embaixador ao estilo de Ribbentrop. You Nazty Spy! foi o primeiro filme de Hollywood que satirizou Hitler, sendo lançado em janeiro de 1940, nove meses antes de O Grande Ditador, de Charlie Chaplin. Consta que este filme levou os Patetas a serem colocados na então chamada "lista da morte" de Hitler por causa de sua posição antinazista. Chaplin, juntamente com Jack Benny, também estaria na tal lista devido à sua postura antinazista nos filmes.
Outros filmes em tempos de guerra tiveram os seus momentos, como They Stooge to Conga, considerado o episódio mais violento dos Três Patetas, Higher Than a Kite, Back from the Front (todos de 1943), Gents Without Cents (1944), e o antijaponês The Yoke's on Me (1944). No entanto, os filmes de guerra são decididamente fora de padrão. No Dough Boys (1944) é muitas vezes considerado o melhor destes curtas. A equipe composta de soldados japoneses para uma sessão de fotos é confundida com sabotadores genuínos por um líder nazista (Vernon Dent). O destaque do filme apresenta os Patetas engajados em uma ginástica absurda (os verdadeiros espiões são acrobatas de renome) para um grupo cético de agentes inimigos.
A era da Segunda Guerra Mundial também trouxe um aumento dos custos de produção o que resultou em um número reduzido de gags elaboradas e sequências ao ar livre. Com isso, a qualidade dos filmes (em particular aqueles dirigidos por Lord) começaram a cair depois de 1942. De acordo com Okuda e Watz, episódios como Loco Boy Makes Good, What's the Matador?, Sock-A-Bye Baby (todos de 1942), I Can Hardly Wait e A Gem of a Jam (de 1943) são considerados como trabalhos de qualidade menor e em uma classe diferente de seus filmes anteriores. Spook Louder (1943), um remake de Mack Sennett de The Great Pie Mystery (1931), é frequentemente citado como o pior filme dessa época. A história de um fantasma (revelado mais tarde sendo o detetive sobre o caso) era repetitiva e contava as mesmas piadas, que muitos "entusiastas Stooges" consideravam serem muito menos humorísticas de que seus trabalhos passados. Three Smart Saps (1942), é considerado como um dos melhores curtas dessa época, apresentando uma releitura de Harold Lloyd conhecida como The Freshman (1925).
Os Três Patetas fizeram participações especiais em alguns longa-metragens, embora geralmente estivessem presos aos curtas. A Columbia oferecia aos proprietários de cinema todo um programa de comédias de dois rolos (15 a 25 títulos por ano) com astros como Buster Keaton, Andy Clyde, Charley Chase e Hugh Herbert, mas os curtas d'Os Três Patetas eram os mais populares de todos. Moe acreditava que o estilo de humor do trio trabalhava melhor na forma de curtas. Em 1935, a Columbia propôs-lhes estrelar o seu próprio longa-metragem, mas Moe rejeitou a ideia dizendo: "É um trabalho duro inventar, reescrever ou roubar cenas para as nossas comédias de dois rolos para a Columbia Pictures sem ter de fazer pelo menos sete rolos, então preferimos fazer filmes curtos fora do material necessário e também nós não saberíamos se seria engraçado o bastante para estrelar."
A comédia dos Três Patetas seria muito simples. Todos eles eram estúpidos, mas alguns seriam mais do que os outros. Moe, com seu "cabelo de tigela", era o líder carrancudo e ameaçador, invariavelmente instigado a supervisionar qualquer coisa que os outros Patetas viessem a fazer. Curly, o careca gordinho, era um homem-criança totalmente louco e receptor da maioria dos abusos de Moe. Larry, com seu cabelo calvo e espetado, muitas vezes subestimado, era a ponte mais importante entre o valentão autoritário de Moe e o palhaço de Curly. Era o intermediário atrapalhado que completava o trio.
Curly era de longe o membro mais popular da equipe. Seu jeito infantil e sua comédia fizeram dele, um sucesso com o público. Porém, sua saúde vinha se deteriorando. Durante anos, Curly suportava golpes constantes na cabeça - a maioria dos quais, de acordo com Moe, eram tão reais como pareciam - provocando uma série de pequenas hemorragias cerebrais. Além disso, o fato de Curly raspar a cabeça para atuar o levou a se sentir pouco atraente para as mulheres. Para mascarar suas inseguranças, Curly começou a comer e a beber excessivamente, estando bêbado algumas vezes quando os Patetas se apresentavam ao vivo. Seu peso aumentou na década de 40 e sua pressão estava perigosamente alta. O estilo de vida selvagem e o alcoolismo, deixaram Curly muito debilitado em 1945. Ele também entrou em um desastroso terceiro casamento em outubro de 1945, levando a uma separação em janeiro de 1946 e ao divórcio em julho de 1946. Essa união prejudicou ainda mais sua saúde já frágil. Após seu retorno a Los Angeles no final de novembro de 1945, Curly estava mais fraco do que o normal. Os Patetas tinham dois meses para descansar antes de voltarem a gravar para a Columbia no final de janeiro de 1946, mas a condição de Curly era irreversível. Não querendo interromper a produção da rentável série, o presidente da Columbia Pictures, Harry Cohn, não permitiu que o comediante tivesse um tempo adequado de recuperação. Os Patetas tinham 24 dias de trabalho nos próximos três meses, mas oito semanas de folga não poderiam ajudar a situação. Nos últimos doze curtas em que aparece, Curly estava gravemente doente, lutando para atuar nas cenas mais básicas. Com poucas exceções, esses curtas foram considerados os piores de sua brilhante carreira iniciada em 1932, sendo muito irregulares e sem a mesma energia de antes.
A Columbia, então, para reparar o trabalho prejudicado pelo alcoolismo de Curly, começou a realizar remakes ou segundas (e até mesmo terceiras) versões de curtas anteriores, utilizando as mesmas cenas ou cenários utilizados anteriormente. Os diretores da equipe, na maioria das vezes, Del Lord ou Edward Bernds, tentaram disfarçar o terrível estado de Curly, usando imagens antigas e colocando mais ênfase em Moe e Larry. Por sua vez, os outros dois Patetas assumiram voluntariamente a responsabilidade extra, esperando que Curly se recuperasse o suficiente para retomar seu papel. Os resultados desse esforço combinado foram melhores do que se poderia esperar, apesar da fraqueza de Curly e de sua aparência devastada.
Durante as filmagens de Half-Wits Holiday em 6 de maio de 1946, Curly sofreu um derrame cerebral e o filme foi terminado sem ele. Curly já havia terminado de filmá-lo quase todo, ficando somente uma luta com bolos para terminar. Moe narrou em sua autobiografia que o diretor Jules White chamou Curly, mas este não respondia. Então, foi quando Moe buscou seu irmão de série e o encontrou chorando sentado com sua cabeça caída sobre seu ombro incapaz de falar. Moe soube de imediato que seu irmão havia sofrido um ataque e assim, Curly foi rapidamente levado a um hospital em Woodland Hills, Califórnia. A filmagem terminou com um final improvisado ocultando a gravidade da doença para o resto do elenco.
A saúde de Curly exigiu uma reforma temporária do trio. Enquanto os Patetas esperavam por uma recuperação completa, Curly nunca mais estrelou um filme novamente. Ele ainda conseguiu fazer uma pequena aparição no terceiro curta depois do retorno de seu irmão Shemp, Hold That Lion! (1947). Foi o único filme que continha todos os quatro Patetas originais: os três irmãos Howard e Larry. Segundo Jules White, isso ocorreu porque um dia, Curly tinha visitado o set de filmagens e o diretor achou melhor incluí-lo no elenco por diversão (a pequena aparição de Curly, também foi reaproveitada no remake Booty and the Beast, de 1953). Em 1948, Curly também tinha filmado uma breve cena no episódio Malice in the Palace (1949) como cozinheiro do restaurante, porém ela não foi usada. A cópia do script de Jules White continha o diálogo para esta cena desaparecida. Larry desempenhou o papel do cozinheiro na cópia final.
A cruel insensibilidade de Harry Cohn - agravada pela sua estupidez com o tratamento de Curly - lhe custou um dos bens mais valiosos de seu estúdio. Naturalmente, Cohn não via as coisas dessa maneira. Sua opinião sobre os Três Patetas (mesmo com o trio lhe enchendo de dinheiro), era que eles eram efetivamente intercambiáveis e que praticamente qualquer artista cômico que parecia engraçado o suficiente poderia encher os sapatos de Curly em um segundo. Nisso ele estava tão equivocado como muitos observadores teriam sido desde então. A combinação clássica (Moe, Larry e Curly) era única. E se para Cohn não era aparente que a substituição de Curly implicaria ao longo dos anos, em intermináveis adições para um novo terceiro Pateta, para Moe e Larry uma coisa já estava clara: eles jamais  iriam encontrar alguém igual à Curly.

### O retorno de Shemp

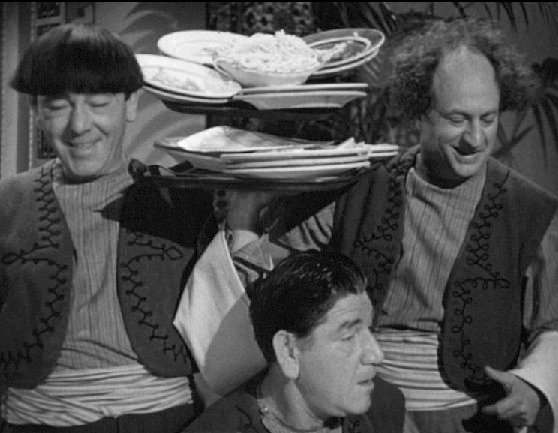
Moe Howard, Larry Fine e Shemp Howard (abaixo) no curta Três Sujeitos Piramidais/Malice in the Palace (1949)

Com a saída de Curly Howard, a carreira de longa data do trio ficou em perigo. Moe Howard e Larry Fine pensaram, inicialmente, que seria impossível substituí-lo. Os Patetas restantes foram forçados a encontrarem um substituto ou então, se aposentarem. Mas então, Moe se lembrou do irmão Shemp Howard e recorreu ao talento do ex-Pateta, apresentando a ideia imediatamente à Columbia. O estúdio não aprovou a mudança porque Shemp não possuía a mesma vitalidade de Curly e sua aparência era semelhante à de Moe, podendo assim, criar confusão entre os cinéfilos. Mas com a insistência de Moe, o estúdio finalmente concordou em assumir Shemp como o terceiro Pateta.
Shemp, no entanto, também estava hesitante em voltar a participar do grupo de comédia. Em primeiro lugar, porque já havia conseguido uma carreira solo bem sucedida até a doença inoportuna de Curly e estava relutante em sacrificar tudo o que conquistou por conta própria, para ser reagrupado em uma equipe que ele mesmo tinha dispensado 14 anos antes. Em segundo lugar, porque Shemp tinha agora mais de 50 anos; era um homem de família dedicado e não gostou da programação de longas viagens  ou do horário árduo dos Patetas para suas apresentações ao vivo. E em terceiro lugar, havia a perspectiva de que Shemp vivesse para sempre na sombra de Curly, uma preocupação muito real, embora fosse uma ironia do destino, já que Curly teria originalmente substituído - e amplamente superado - ele. E como Shemp já atuava nos filmes da Columbia e estava sob contrato com o estúdio, Harry Cohn começou a exercer a sua influência sobre ele. Cohn esperava que Shemp tivesse um corte de 50% em seu salário, por ter renunciado à sua independência duramente conquistada.
No final, foi a lealdade de Shemp ao seu irmão Moe e ao velho amigo Larry que o persuadiram a voltar a fazer parte do trio. Ele sabia que se não tivesse aceitado a proposta, as carreiras de Moe e Larry estariam acabadas. Relutantemente, Shemp assinou o contrato, mas, com a condição de que seu rejuntamento fosse realmente temporário e que ele pudesse deixar novamente o grupo, uma vez que Curly estivesse recuperado. Infelizmente, a condição de Curly piorou e ele faleceu em 18 de janeiro de 1952. E com a piora na saúde de Curly, ficou evidente que o rejuntamento de Shemp seria permanente (como de fato foi).
Shemp estrelou 77 curtas com os Patetas e mais um longa-metragem intitulado Gold Raiders (1951). Embora seu personagem também fosse bastante estúpido e atrapalhado, Shemp não interpretava um tipo tão infantil como Curly e suas comédias eram mais adultas. Durante este período, Moe, Larry e Shemp fizeram um piloto para um programa de televisão da ABC chamado Jerks of All Trades, em 1949.  Aparentemente, seria um sitcom semanal na premissa de que os Patetas tentariam um trabalho ou um negócio diferente a cada semana, na esperança de que eventualmente uma de suas tentativas seria bem sucedida. Tudo o que eles tentariam acabaria sendo um fiasco, o que seria a fonte da comédia. O piloto levou um único dia para ser filmado e nunca foi ao ar. BB Kahane, vice-presidente de assuntos comerciais da Columbia Pictures, impediu que o programa fosse transmitido. Kahane advertiu os Três Patetas que uma cláusula de seu complexo contrato os restringia de se apresentarem em uma série de TV que pudesse competir com suas comédias de curtas-metragens do cinema. A Columbia ameaçou cancelar o contrato dos comediantes e levá-los ao tribunal se tentassem vender a série. Para evitar um aborrecimento legal, o piloto foi arquivado e o projeto abandonado. O piloto de Jerks of All Trades está agora em domínio público e amplamente disponível.
O retorno de Shemp melhorou a qualidade dos filmes, já que os últimos com Curly foram prejudicados por suas performances lentas. Episódios como Out West (1947), Squareheads of the Round Table (1948) e Punchy Cowpunchers (1950) provaram que ainda havia vida para a comédia após a saída de Curly e que Shemp poderia facilmente substituí-lo. Isso se deve em grande parte à presença do novo diretor Edward Bernds, que se juntou à equipe em 1945, quando Curly estava começando a enfraquecer. Bernds sentiu que as rotinas e tramas que funcionavam bem com Curly não se encaixam na persona de Shemp e permitiu que o comediante pudesse desenvolver sua própria caracterização como Pateta. Jules White, entretanto, persistiu em empregar o estilo de comédia que reinava durante a "Era Curly". White iria forçar Shemp ou Moe a executarem atuações semelhantes ás originadas por Curly, resultando no que parecia ser uma imitação sem brilho.
Havia se criado o "Curly vs Shemp", debate que ofuscou o grupo depois da saída de Curly. Os Patetas perderam um pouco de seu sucesso para as crianças depois que Curly se aposentou, mas alguns filmes excelentes foram estrelados por Shemp, um talentoso comediante, grande improvisador e gênio da comédia. Muitas vezes, Shemp se apresentou melhor, quando foi autorizado a improvisar-se por conta própria.
Ao contrário da "Era Curly", os filmes da "Era Shemp" contrastaram acentuadamente, devido aos estilos individuais de direção de Bernds e White. De 1947 a 1952, Bernds atingiu uma série de sucessos, incluindo Fright Night (1947), The Hot Scots,  Mummy's Dummies, Crime on Their Hands (todos de 1948),  A Snitch in Time (1950),  Three Arabian Nuts (1951) e Gents in a Jam (1952). Dois dos melhores episódios do seriado foram dirigidos por Bernds: Brideless Groom (1947) e Who Done It? (1949). White também contribuiu com alguns episódios, como Hold That Lion! (1947), Hokus Pokus (1949), Scrambled Brains (1951), A Missed Fortune e Corny Casanovas (ambos de 1952). Em 1953, o grupo também filmou alguns curtas em efeitos 3D, como Pardon My Backfire e Spooks, que foram apresentados com grande publicidade.
O talento dos Três Patetas também foi usado em tempos de Guerra Fria, com a representação do personagem de Gene Roth em Dunked in the Deep (1949) e sua refilmagem Commotion on the Ocean (1956), que lembrava, com pouca dissimulação, o líder soviético Joseph Stalin. Os microfilmes escondidos nas melancias são uma alusão a um caso de espionagem real ocorrido em 1948.
Outro benefício da "Era Shemp" foi que Larry permaneceu mais tempo na tela. Durante a maior parte da "Era Curly", Larry foi relegado a um papel menor, sendo chamado apenas para quebrar uma briga em potencial entre Moe e Curly. No momento em que Shemp se juntou aos Patetas, Larry teve sua participação aumentada igualmente, tornando-se o foco de vários episódios, especialmente Fuelin 'Around (1949) e He Cooked His Goose (1952).
Os anos de Shemp também marcaram um acontecimento importante: a primeira aparição dos Três Patetas em programas de televisão. Em 1948, eles estrelaram o popular Texaco Star Theater de Milton Berle e The Morey Amsterdam Show de Morey Amsterdam.
Em 1952, entretanto, os Patetas perderam alguns funcionários chaves na Columbia. O estúdio decidiu reduzir os custos de produção e também a distribuição de curtas, resultando no produtor Hugh McCollum sendo dispensado e com isso, o diretor Edward Bernds pediu demissão por lealdade a ele. Bernds também estava adiando sua renúncia por algum tempo, já que ele e Jules White estavam freqüentemente em desacordo. O roteirista Elwood Ullman seguiu o exemplo, deixando apenas White para produzir e dirigir as comédias restantes da Columbia. Não muito tempo depois, a qualidade de produção dos filmes diminuiu acentuadamente, com White agora, assumindo o controle total sobre o seriado. A produção ficou significativamente mais rápida, com os antigos horários de filmagens de quatro dias agora apertados a dois ou três dias. Em outra medida, devido a redução de custos, White coletou filmes antigos e os combinou com os novos, definindo-os num enredo ligeiramente diferente, muitas vezes com os mesmos atores nos mesmos trajes. White foi inicialmente muito sutil ao reciclar imagens antigas: ele reutilizaria apenas uma única seqüência de filmes antigos, reeditando tão habilmente que não era fácil de detectar. Os episódios mais atrasados eram os mais baratos e a reciclagem foi mais óbvia, com 75% do tempo consistindo em metragem velha. Porém, White passou a confiar tanto no material mais antigo, que ele percebeu que poderia filmar os "novos" episódios em um único dia. Além disso, qualquer nova filmagem que vinculava material mais antigo acabava interferindo na relação com a equipe, em grande parte pela direção de White e de como ele queria a atuação dos atores. Shemp em particular, não gostava de trabalhar com White, depois de 1952.
De 1953 à 1956 apenas 7 dos 31 curtas-metragens seguintes eram originais. Todos os outros foram remakes com cerca de 50 a 75% de cenas reutilizadas de filmes mais antigos. Isso afetou negativamente a popularidade do grupo, que começou a entrar em declínio, nos últimos anos dessa fase. O trio também perdeu uma quantidade expressiva de telespectadores devido, em parte, ao surgimento da televisão.
Três anos após a morte de Curly, Shemp faleceu após sofrer um ataque cardíaco fulminante, aos 60 anos de idade, em 22 de novembro de 1955. Moe ficou bastante abatido com a notícia e pensou, em até mesmo, encerrar o grupo definitivamente. Contudo, foi encorajado por sua esposa Helen e por Larry, para que continuasse seguindo com sua vida e carreira. Por outro lado, Harry Cohn, presidente da Columbia, os lembrou que eles ainda estavam presos ao estúdio devido o seu contrato e que ainda faltavam mais quatro filmes com Shemp. Com isso, acabou-se criando situações grotescas com cenas antigas de Shemp, sendo combinadas com novas imagens do seu dublê, Joe Palma (filmado por trás ou com o rosto oculto), para assim completarem os quatro últimos curtas do contrato de Shemp: Rumpus in the Harem, Hot Stuff, Scheming Schemers e Commotion on the Ocean (todos lançados em 1956).
Com a morte de Shemp, surgiram muitas dúvidas sobre a continuidade dos Patetas ficar no ar. Cohn e o diretor Jules White desejavam que a substituição de Shemp por Palma durasse indefinidamente, o que foi recusado por Larry e um abalado Moe, acreditando que com isso, os dias e a própria reputação dos Patetas estariam arrasadas. Em contrapartida, Moe sugeriu não colocar um substituto para Shemp, transformando os Três Patetas em Dois Patetas com ele e Larry, mas fora recusado. Então, a Columbia decidiu contratar um novo comediante. Quando Moe e Larry retornaram para uma nova temporada de curtas a Columbia tinha designado o comediante Joe Besser para substituir Shemp como o terceiro Pateta (de acordo com a sua autobiografia "Once a Stooge, Always a Stooge", Joe contou que a primeira coisa que fez quando encontrou-se com Moe, foi ter dado as condolências pela morte de Shemp, de quem Besser era amigo).

### Joe substitui Shemp
Joe Besser substituiu Shemp Howard em 1956, estrelando 16 curtas. Besser tinha sido protagonista em suas próprias comédias de curta-metragem para a Columbia desde 1949 e aparecido em papéis secundários em uma variedade de filmes, conseguindo com isso, tornar-se muito conhecido e ser escolhido para ser chamado para o grupo. Joe já tinha atuado inclusive com Shemp no filme Africa Screams (1949) da dupla comediante Abbott & Costello.  Ele renegociou com sucesso seu contrato e recebeu o mesmo salário que ganhava com longas-metragens, que era mais do que os outros Patetas ganhavam. Porém, Joe (desconfiado do que tinha acontecido com Curly Howard), tinha uma cláusula em seu contrato proibindo, especificamente, que ele fosse atingido muito forte (embora esta restrição fosse posteriormente revogada). Pelo tempo em que Besser se juntou ao grupo, os Patetas eram geralmente considerados sombras do que eram. Joe não conseguiu alcançar o mesmo sucesso que Shemp e Curly. Apesar da grande carreira cinematográfica e de palco de Besser, as participações dele como Pateta, muitas vezes, foram marcadas como as mais fracas da equipe. Besser era um comediante talentoso, mas sua atuação não se incorporava com o tipo de humor dos Patetas. Ele encarnava um tipo meio efeminado, uma espécie de adulto com mentalidade de bebê. Além disso, Moe Howard e Larry Fine estavam ficando mais velhos e não poderiam realizar cenas com quedas ou comédia física.
Apesar disso, os episódios com Besser tiveram alguns momentos cômicos como os remakes Pies and Guys (1958), Guns a Poppin! (1957), Rusty Romeos (1957), e Triple Crossed (1959). Hoofs and Goofs, Horsing Around, e Muscle Up a Little Closer (todos de 1957) se assemelhavam aos antigos episódios do seriado. A Merry Mix Up (1957) e Oil's Well That Ends Well (1958)  também são divertidos, enquanto o musical Sweet and Hot (1958) merece algum crédito por se afastar da normalidade. As viagens espaciais também tinham muito destaque para o público americano na época, resultando em três episódios com elas como foco: Space Ship Sappy, Outer Space Jitters (ambos de 1957), e Flying Saucer Daffy (1958).
Joe também ganha alguns pontos positivos por seu personagem nunca tentar imitar Curly ou Shemp. Ele sempre desenvolveu seu próprio estilo. Prova disso são suas frases famosas: "Isso dói!", "Não tão rápido!" ou "Você está louco!". Joe também reagia aos abusos de Moe e foi um dos poucos a tomar castigos  contra seu líder mal-humorado. Besser também tinha sugerido que Moe e Larry penteassem os cabelos para trás para dar-lhes uma aparência mais cavalheiresca. Tanto Moe quanto Jules White aprovaram a ideia, mas usaram-na com moderação para combinar com as filmagens antigas em filmes que foram remakes.
Porém, o inevitável aconteceu. O formato dos curtas-metragens tornou-se impraticável com o passar dos anos, em parte devido ao surgimento da televisão. Assim, a Columbia, o único estúdio que ainda produzia esse tipo de filme, desistiu e deu um fim à série dos Três Patetas no fim de 1958, dispensando, sem cerimônias, o trio, ao final da produção de seu último curta. Os Três Patetas não tiveram uma despedida formal e nem um reconhecimento da Columbia dos muitos anos de dedicação, serviço e dólares que suas comédias tinham ganho para o estúdio. Moe visitou a Columbia várias semanas após a sua demissão para dizer adeus a vários executivos. Ele foi parado por um guarda no portão que recusou sua passagem no estúdio por não ser mais um funcionário da empresa. Moe, mais tarde afirmou que aquilo tinha sido uma situação muito decepcionante.
A Columbia já possuía curtas suficientes dos Três Patetas para serem lançados nos próximos 18 meses, embora não na ordem em que foram produzidos. O último episódio dos Três Patetas, Sappy Bull Fighters, não chegará aos cinemas até o dia 4 de junho de 1959. Ainda em 1959, a Columbia sindicalizou toda a filmografia dos Patetas para a televisão, através de sua subsidiária Screen Gems e o trio foi redescoberto pelos jovens. Logo formou-se uma rede de fãs ao redor do grupo e eles tiveram a chance de retomar suas carreiras. Com nenhum contrato ativo na época, Moe e Larry discutiram vários planos para uma nova turnê de filmes, entretanto, a esposa de Besser teve um pequeno ataque cardíaco, e ele preferiu deixar o grupo.

### Moe, Larry e "Curly-Joe"

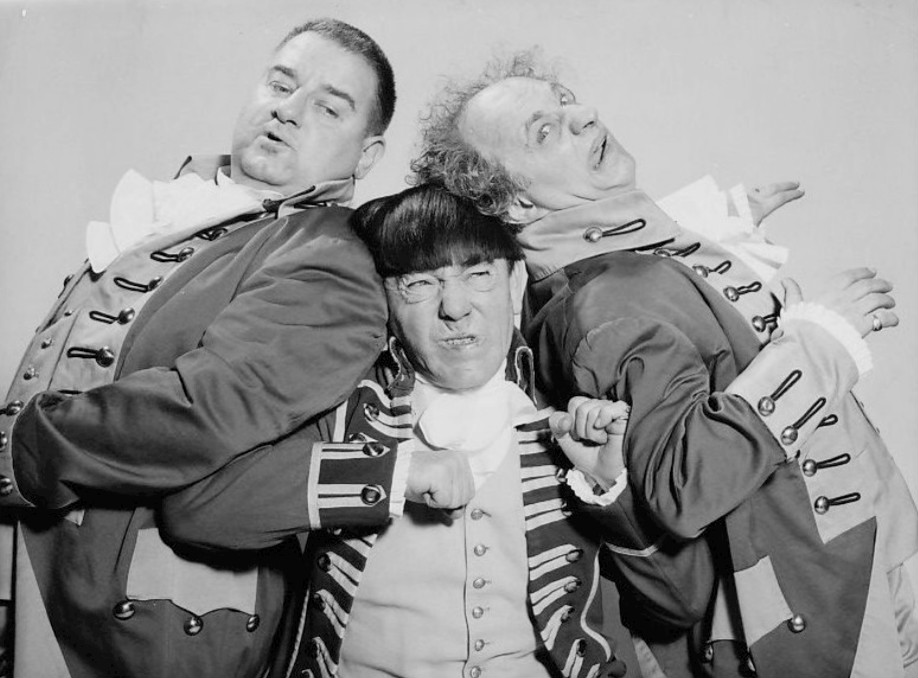
Curly Joe DeRita, Moe Howard e Larry Fine em foto promocional de 1959

Familiarizados com o trabalho de Joe DeRita (Joseph Wardell), Moe Howard e Larry Fine pediram-lhe para se juntar ao trio e ele rapidamente aceitou. Por causa de sua semelhança física com Curly Howard e a pedido de Larry e Moe, DeRita raspou a cabeça  e foi renomeado como "Curly Joe", se tornando o sexto e último Pateta em 1959. "Curly Joe" também tornou mais fácil a distinção entre DeRita e Besser (o Pateta anterior chamado de Joe).
Até chegarem a essa parte da carreira, os Três Patetas estrelaram vários longas-metragens, mas apenas como atores convidados ou então, fazendo pequenas aparições. O primeiro filme de longa-metragem em que o grupo teve destaque como atores principais foi Rockin' in the Rockies (1945), o qual seria o único em que Moe e Larry estrelaram com Curly, em sua formação mais conhecida. Eles também tinham estrelado um filme em 1951, chamado Gold Raiders, com a participação de Shemp Howard. Durante alguns filmes da década de 30, o trio também fez alguns papéis de apoio em outros longas, enquanto ainda estavam com Ted Healy.
Porém, já com a nova formação com Curly-Joe, o trio foi convencido a voltar para a Columbia e assim, passaram a estrelar uma série de filmes de longa metragem entre os anos de 1959-1965: Have Rocket, Will Travel (1959), Snow White and the Three Stooges (1961) (o único filme produzido originalmente em cores dos Três Patetas), The Three Stooges Meet Hercules (1962), The Three Stooges in Orbit (1962), The Three Stooges Go Around the World in a Daze (1963), e The Outlaws IS Coming! (1965). Destinados especialmente para as crianças, esses filmes raramente atingiam o mesmo sucesso que seus clássicos curtas e muitas vezes, aproveitavam rotinas e canções dos mesmos.
As idades avançadas de Moe e Larry - Moe tinha 62 anos e Larry tinha 57, na época do primeiro filme de Curly Joe - além da pressão da PTA (Associação de Pais e Mestres) e de outros defensores das crianças, resultaram no enfraquecimento da marca registrada do trio que seria a comédia física. Curly-Joe, apesar de possuir uma aparência que era vagamente uma reminiscência do aclamado "Curly", além de sua caracterização mais suave, era muito inferior ao original, que era um homem-criança, maníaco e surreal. Apesar disso, a ampla maioria dos fãs o consideram muito superior ao pateta anterior, Joe Besser.

### Últimas apresentações
Ao longo da década de 1960, os Três Patetas foram um dos grupos mais populares e mais bem pagos nos Estados Unidos.
Eles passaram a se apresentar em programas de televisão ao vivo, fazendo participações especiais e tornaram-se convidados disputados por eles. O trio apresentou a série de animação The New Three Stooges, produzida por Norman Maurer (genro de Moe), que teve 156 episódios produzidos para a televisão. Era uma série de TV de vida curta, que era em parte ao vivo e em parte animada, até que a idade finalmente os alcançou. Nesta época, os comediantes já estavam notoriamente idosos.
O último projeto dos Três Patetas, Kook's Tour (1970), era um especial de uma hora feito para a televisão. Em 9 de janeiro de 1970, durante a produção do piloto, Larry Fine sofreu um derrame paralisante e não pôde completar o projeto, terminando sua carreira, bem como os planos para a série de televisão. Kook´s Tour nunca foi transmitido, mas está disponível atualmente em vídeo. Larry sofreu outro derrame em dezembro de 1974. No mês seguinte, sofreu um mais grave e entrou em coma. Ele faleceu em 24 de janeiro de 1975, com 72 anos de idade. Devastado pela morte de seu amigo, Moe Howard, no entanto, decidiu que os Três Patetas iriam continuar. Depois da morte de Larry, foi decidido que o antigo ator de apoio dos Stooges, Emil Sitka, o substituiria.
Na sequência, o neto de Moe, Jeffrey [Maurer] Scott, escreveu um roteiro para um filme intitulado Make Love, Not War. Moe, Emil e Curly-Joe atuariam como prisioneiros na Segunda Guerra Mundial. O filme teria sido um ponto de partida para reviver o humor típico dos Stooges, com muitas cenas de violência, mas a produção não avançou além do estágio de roteiro por insuficiência de fundos.
Em 1974, em uma tentativa de reviver os Três Patetas, DeRita convidou Paul "Mousie" Garner (no papel de terceiro Pateta) para se juntar a eles em uma série de apresentações em teatros. A esposa de Moe, no entanto, se recusou a permitir que seu marido, já com 76 anos, participasse de um número que poderia, eventualmente, prejudicar sua saúde. Curly-Joe, então,  recrutou outro veterano dos teatros de Vaudeville, Frank Mitchell e criou um novo grupo denominado "The New Three Stooges" (cujo nome era usado na série de 1965). Garner teria trabalhado com Ted Healy como um de seus "Patetas substitutos" décadas anteriores e foi brevemente considerado como substituto de Joe Besser, em 1958. Mitchell também havia substituído Shemp Howard como o "terceiro pateta" em uma peça da Broadway em 1929 e participou em dois dos curtas-metragens dos Três Patetas em 1953. Mas as apresentações acabaram sendo um tanto escassas e não alcançaram o mesmo sucesso do trio original, resultando no fim desse novo grupo.
Antes da morte de Larry, os Patetas foram contratados para estrelarem um filme conhecido como Blazing Stewardesses. Originalmente, Moe e Curly Joe iriam contracenar com Larry, que iria participar em uma cadeira de rodas. Depois que Larry morreu, o papel de terceiro Pateta passou a ser de Emil Sitka que atuaria como "Harry, o irmão de Larry". A equipe posou para algumas fotos publicitárias como divulgação do filme. Diversas ideias do filme foram consideradas. No entanto, Moe adoeceu por câncer de pulmão e faleceu em 4 de maio de 1975, tornando-se inconcebível a continuação do grupo sem o Howard. Durante toda a carreira dos Três Patetas, Moe foi o coração e a alma da trupe, agindo tanto como sua principal força criativa quanto como seu empresário.
O produtor Sam Sherman considerou brevemente chamar o ex-Pateta Joe Besser para aparecer em seu lugar, mas depois desistiu definitivamente de usar os Três Patetas. Posteriormente, os  Ritz Brothers substituíram-nos e realizaram o filme no lugar do grupo. Em 1977, estreou uma nova série animada do grupo chamada The Robonic Stooges, produzida pela Hanna-Barbera.
Joe Besser morreu no dia 1 de março de 1988, seguido por Curly Joe, em 3 de julho de 1993, fazendo dele o “último” Pateta a morrer. Emil Sitka morreu no dia 16 de janeiro de 1998 e mesmo sendo anunciado como substituto de Larry, não chegou a atuar em nenhum filme como pateta. A Comedy III Productions, Inc., formada por Moe, Larry, e Curly Joe em 1959 é a proprietária de todas as marcas, copyrights e merchandising dos Three Stooges (pelo menos até a morte de DeRita em 1993).

### Atores Convidados
Juntamente com os Três Patetas também atuaram alguns comediantes já conhecidos em seus filmes como Bud Jamison e Chester Conklin (que também tinha trabalhado com Charlie Chaplin anos antes), Snub Pollard (que havia trabalhado com Harold Lloyd), Walter Long (presente em vários filmes de Laurel & Hardy) e Vernon Dent (que fazia parte do grupo de Mack Sennett e atuou com Harry Langdon). Com eles, outros também começaram a atuar como Lucille Ball, Christine McIntyre (a loira quase onipresente nas eras de Curly e Shemp), Emil Sitka e Gene Roth, além de outros que sequer tinham representado papéis cômicos como Symona Boniface e Gino Corrado.

## Legado e perspectiva
Muitos anos se passaram desde que o último curta-metragem foi lançado e os Três Patetas ainda permanecem populares com o público. Seus filmes nunca deixaram a televisão americana desde sua primeira aparição em 1959 e eles continuam a deliciar os fãs antigos, ao mesmo tempo, que ainda atraem novos admiradores. Porém, os comediantes nunca foram os queridinhos dos críticos. Todos eles formaram um grupo durável que apesar das várias mudanças que sofreu, conseguiu manter suas carreiras de forma persistente. Os Patetas talvez não tivessem durado tanto tempo, sem a liderança de Moe Howard.
Ted Okuda e Edward Watz reservaram no The Columbia Comedy Shorts o legado dos Stooges na perspectiva crítica:
| “ | Muitos estudos acadêmicos de comédia cinematográfica têm negligenciado os Três Patetas inteiramente - e não sem razão válida. Esteticamente, os Patetas violaram todas as regras que constituem o "bom" estilo cômico. Seus personagens não tinham a profundidade emocional de Charlie Chaplin e Harry Langdon; também nunca foram tão espirituosos ou sutis como Buster Keaton. Eles não foram disciplinados o suficiente para sustentar sequências cômicas morosas; demasiadas vezes, estavam dispostos a suspender o pouco de estrutura narrativa que seus curtas possuía, a fim de inserirem um número de piadas gratuitas. Quase todos os curtas (paródias, filmes de terror, melodramas) poderiam ter sido feitos de forma mais eficaz por outros comediantes. No entanto, apesar de todas as suas imperfeições irem contra eles, os Três Patetas foram responsáveis por algumas das melhores comédias de todos os tempos. Seu humor era a forma mais baixa de comédia; eles não eram grandes inovadores, mas praticantes de riso rápido. Eles aproveitavam cada segundo que tinham para realizarem grandes comédias. Se o gosto do público é qualquer critério, os Três Patetas foram os reis reinantes da comédia durante mais de cinquenta anos. | ” |

A fama que alcançou o trio começou pela primeira vez com o emblemático Ted Healy, por volta de 1930 e teve seu auge nas décadas de 1940 e 1950. Os Três Patetas tiveram durante os anos, os créditos de seis comediantes talentosos que contribuíram com seu estilo especial e diferenciado e que prendiam a atenção dos espectadores de uma maneira simples, mas inovadora. Sua comédia era bem humorada e ousada.
Para muitos espectadores, Curly Howard foi o melhor Pateta, por ser o mais infantil e natural que atuou com Moe Howard e Larry Fine. No entanto, Shemp Howard sempre foi um grande favorito do público e a prova disso, era a avaliação da série quando ele ainda fazia suas aparições no palco, tanto antes como depois do aparecimento de seu irmão Curly. Entre 1950 e 1955 (exceto 1952), os Três Patetas receberam o Laurel Awards, como prêmio para os curtas de maior bilheteria. Infelizmente, o grupo sofreu muito com a perda de Curly, que faleceu em 1952 e mesmo com a volta de Shemp para evitar o declínio do seriado, não levaria muito tempo para que este também abandonasse seu papel, quando a morte o surpreendeu em 1955.
Joe Besser surgiria em meio a uma crise que não poderia colocar um fim às pretensões de Moe e seus colaboradores. Ao lado dele, os Stooges voltaram a reiterar episódios antigos, bem como inúmeros papéis em que Joe ocuparia o lugar que anteriormente pertencia à Curly e Shemp. Além disso, a chegada do último ator, Joe DeRita (Curly-Joe), não poderia deixar de acompanhar o encerramento da carreira deles na televisão e a transmissão de seus filmes de longa-metragem estrelados pelos já envelhecidos e limitados Larry e Moe.
A partir da década de 1980, os Patetas finalmente começaram a receber o reconhecimento da crítica. Em 20 de agosto de 1983, os Três Patetas ganharam sua estrela na Calçada da Fama em Hollywood. Na ocasião, Joe Besser fez um discurso empolgante para 3.000 pessoas e recebeu o prêmio em nome do grupo, já que Joe DeRita estava doente.
A liberação de todos os seus filmes em DVD em 2010 permitiu a críticos de Joe Besser e Joe DeRita - muitas vezes, os destinatários fãs significativos - à apreciarem o estilo único de comédia que ambos os homens trouxeram para os Patetas. Além disso, o mercado de DVD, em particular, permitiu que os fãs pudessem admirar toda a filmografia dos Patetas, mostrando períodos tão distintos em sua longa e distinta carreira, ao invés de comparar um Pateta com o outro (o debate de Curly vs. Shemp continua até hoje).
O grupo apareceu em 220 filmes. No final, a durabilidade dos 190 curtas-metragens intemporais dos Três Patetas feitos na Columbia Pictures, atua como um tributo duradouro para a equipe de comédia. Sua popularidade continua em todo o mundo e provou até mesmo para os críticos mais céticos que seus filmes são muito engraçados. Steve Allen havia dito em 1984: "Embora nunca tenham alcançado a aclamação da crítica, conseguiram realizar o que sempre tiveram a intenção de fazer: eles fizeram as pessoas rirem."

## Combinações
1.	Ted, Moe e Shemp - (1922-1924)
2.	Ted, Moe, Larry e Shemp - (1925-1926 / 1929-1930)
3.      Moe, Larry e Shemp - (1930-1932)
4.	Ted, Moe, Larry e Curly - (1932-1934)
5.	Moe, Larry e Curly - (1934-1946)
6.	Moe, Larry e Shemp - (1946-1955)
7.	Moe, Larry e Joe - (1956-1957)
8.	Moe, Larry e Curly Joe - (1959-1970)
9.	Moe, Emil e Curly Joe - (1971-1975) (Apesar de posarem para algumas fotos para divulgação, não chegaram a atuar em nenhum filme com essa formação).

## Filmografia
Os Três Patetas participaram de 220 filmes durante toda sua carreira. Destes 220, 190 curtas-metragens foram feitos para a Columbia Pictures, onde o trio ganhou sua fama. Seu primeiro filme na Columbia, Woman Haters, estreou em 5 de maio de 1934. O contrato deles foi prorrogado a cada ano até que finalmente expirou em 31 de dezembro de 1957. Os últimos 16 curtas com Joe Besser foram liberados ao longo dos próximos 18 meses. O episódio final, Sappy Bull Fighters, estreou em 4 de junho de 1959.
Em 2000, foi realizado um filme de longa-metragem que conta a história dos cômicos, desde o início da carreira até a retomada em 1959.
Em 2012, a Fox Filmes lançou um filme dirigido pelos irmãos Farrelly (Peter Farrelly e Bobby Farrelly). O filme conta como Curly (Will Sasso), Larry (Sean Hayes) e Moe (Chris Diamantopoulos) foram criados e, quando o orfanato onde viveram ameaça fechar as portas por questões financeiras, os três vão atrás do dinheiro para evitar o acontecimento.
Quatro curtas-metragens dos Three Stooges encontram-se em domínio público, e podem ser copiados sem nenhum ônus através do site Prelinger Archive (Os primeiros títulos em português pertencem à dublagem original.):
- Disorder in the Court - "Papagaiadas" ou "Desordem na Corte" (1936)
- Malice in the Palace - "Três Sujeitos Piramidais" ou "A Fortaleza" (1949)
- Sing a Song of Six Pants - "Dívidas Impagáveis" ou "O Golpe" (1947)
- Brideless Groom - "Se Não Casar, Azar" (D.O.) ou "Noivo sem Noiva" (1947)

## Livros recomendados
- Moe Howard and the Three Stooges; de Moe Howard, (Citadel Press, 1977).
- The Columbia Comedy Shorts; de Ted Okuda com Edward Watz, (McFarland, 1986).
- The Complete Three Stooges: The Official Filmography and Three Stooges Companion; de Jon Solomon, (Comedy III Productions, Inc., 2002).
- The Three Stooges Scrapbook; de Jeff Lenburg, Joan Howard Maurer, Greg Lenburg (Citadel Press, 1994).
- The Three Stooges: An Illustrated History, From Amalgamated Morons to American Icons; de Michael Fleming (Broadway Publishing, 1999).
- One Fine Stooge: A Frizzy Life in Pictures; de Steve Cox e Jim Terry, (Cumberland House Publishing, 2006).
- Not Just a Stooge (1984) Excelsior Books, Inc. (reeditado em 1987 como Once a Stooge, Always a Stooge) Roundtable Publications; de Joe Besser (com Jeff Lenburg e Greg Lenburg)
- Behind the Three Stooges: The White Brothers: Conversations with David N. Bruskin (1993); de David N. Bruskin